# Покровка (Топчихинський район)
Покро́вка (рос. Покровка) — село у складі Топчихинського району Алтайського краю, Росія. Адміністративний центр та єдиний населений пункт Покровської сільської ради.

## Історія
Засноване 1914 року. У 1926 році в селі Покровському було 128 господарств та проживало 671 особа (324 чоловіки та 347 жінок). У національному складі населення того періоду переважали росіяни. Діяли школа першого ступеня та лавка товариства споживачів. В адміністративному відношенні село було центром Покровської сільради Чистюнського району Барнаульського округу Сибірського краю.

## Населення
Населення — 444 особи (2010; 521 у 2002).
Національний склад (станом на 2002 рік):
- росіяни — 96 %